# Schlossgarten Hanau

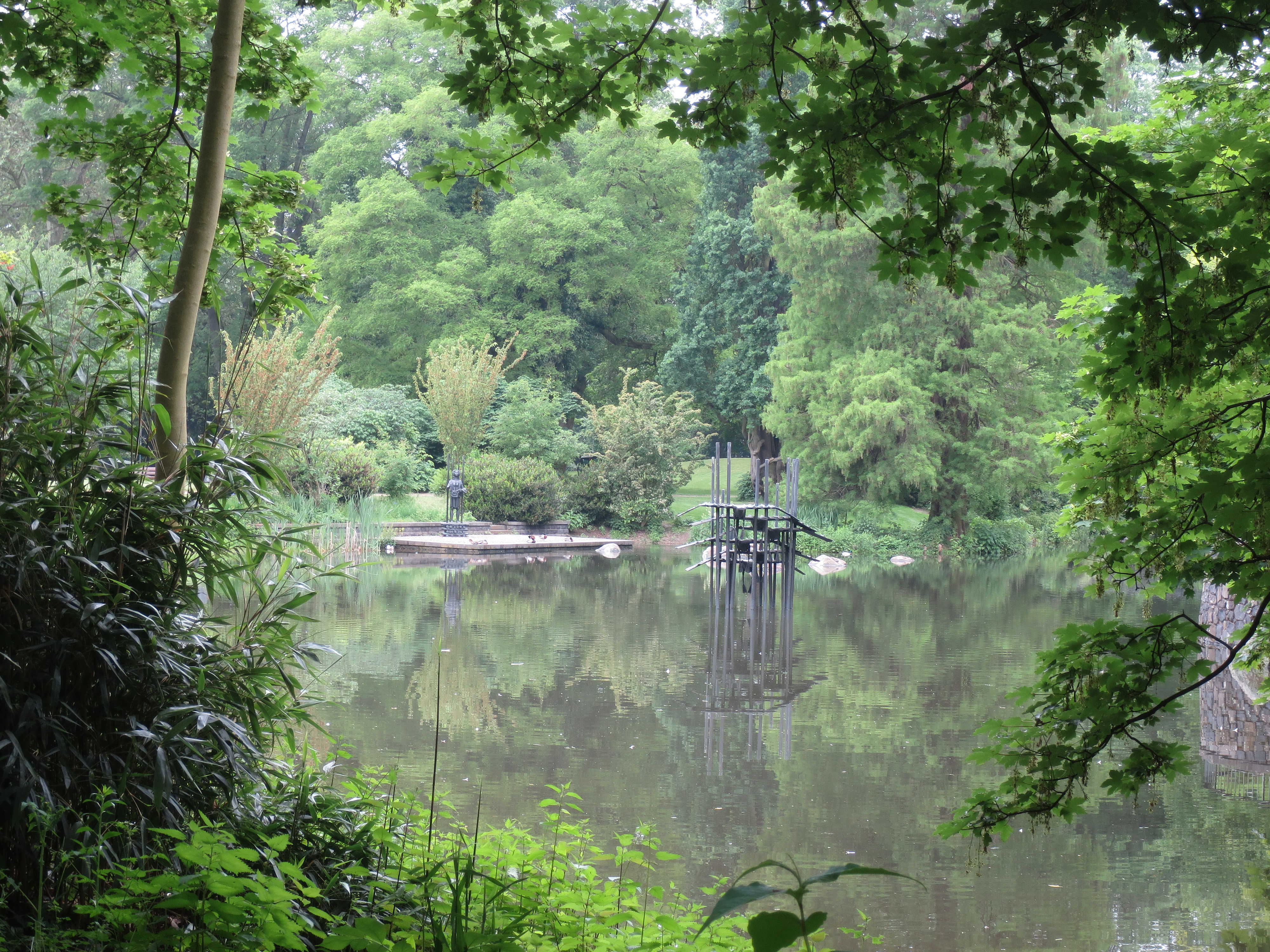
Die sechs Schwäne und ihre Schwester von Albrecht Glenz

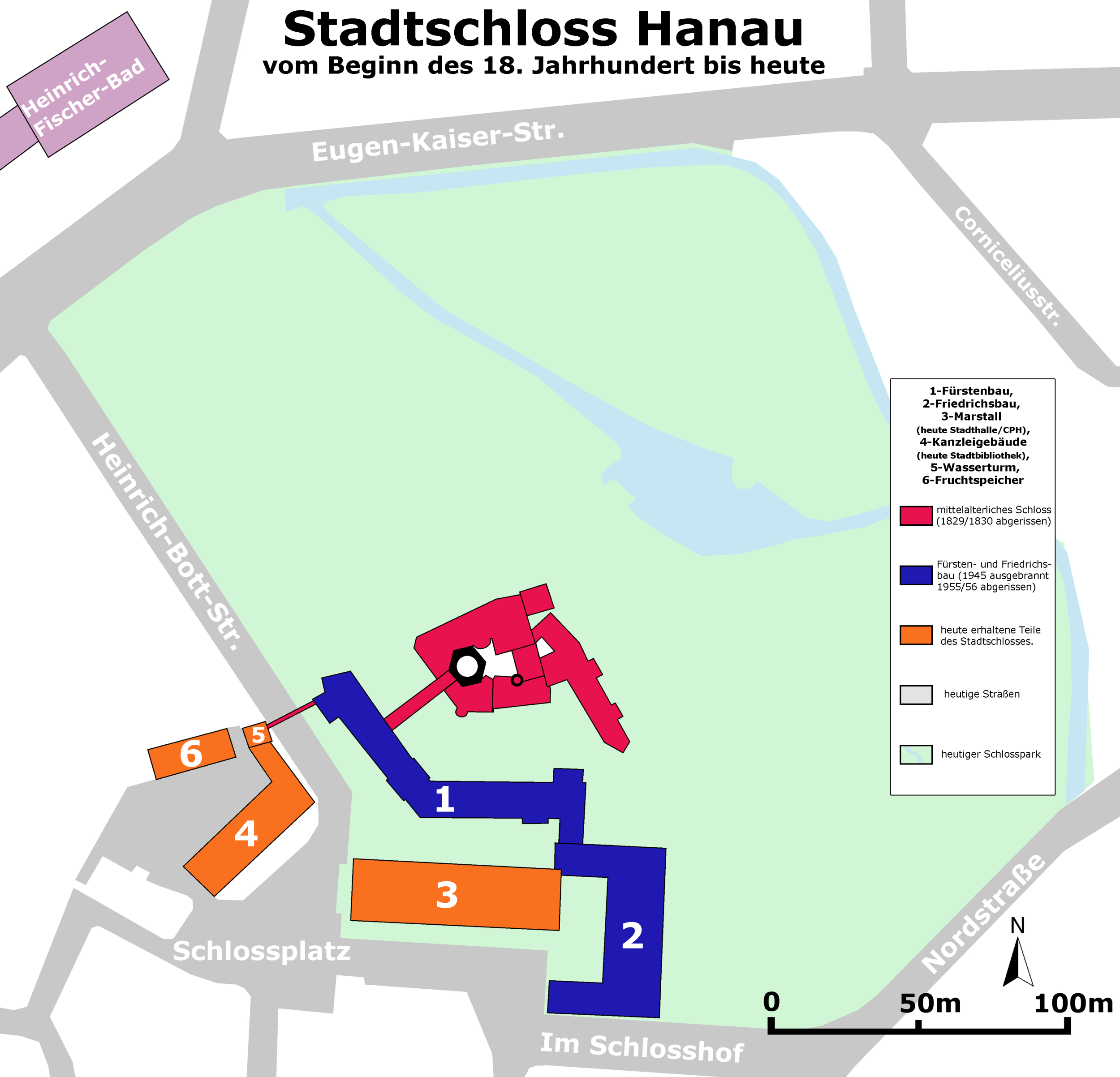
Plan des Stadtschlosses seit dem Beginn des 18. Jahrhunderts. Nach Abriss der rot markierten mittelalterlichen Teile 1829 bildete der Fürstenbau den Abschluss des Parks zum Schlossplatz hin.

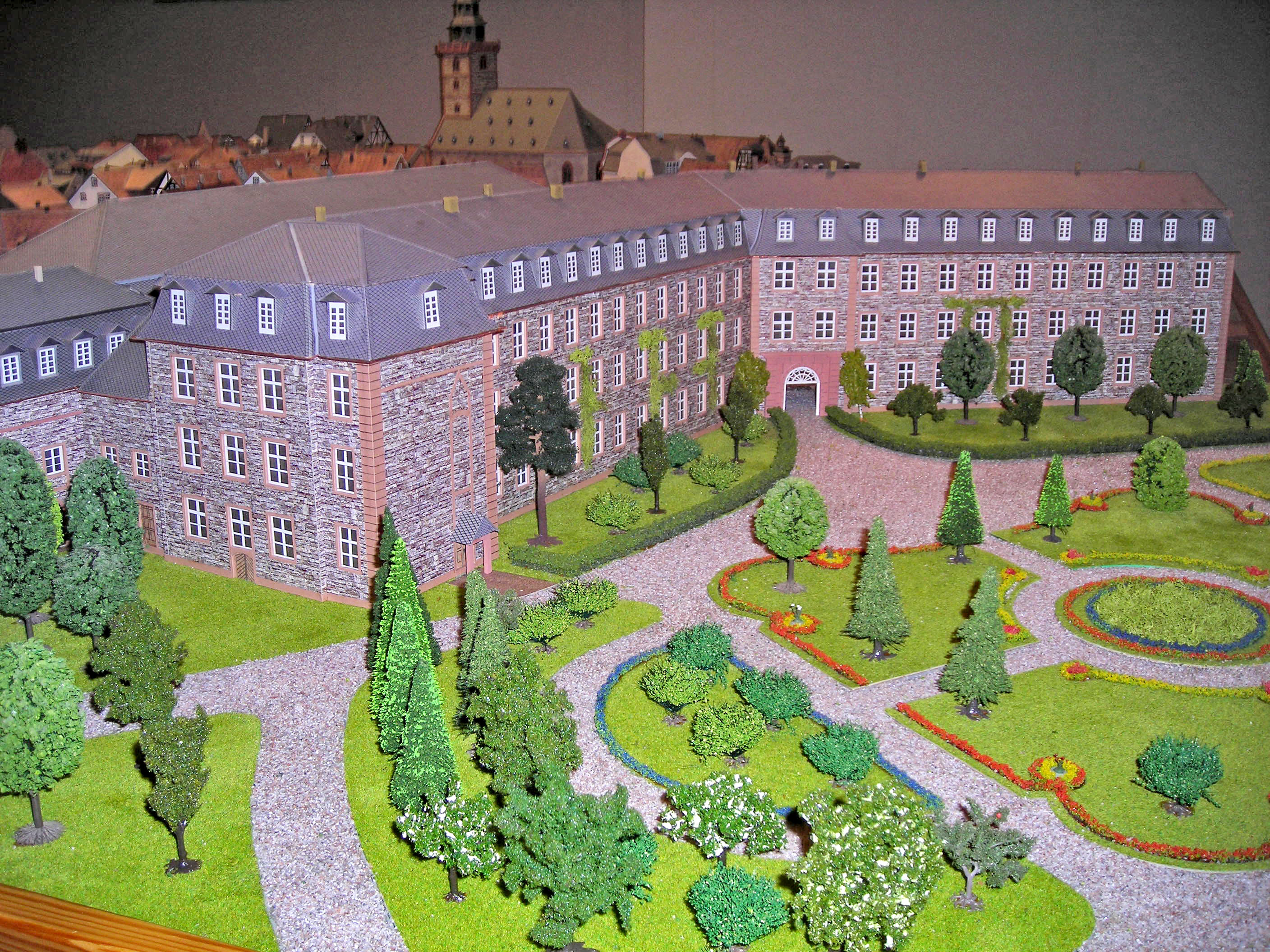
Garten vor dem Fürstenbau im Modell – Zustand vor der Zerstörung

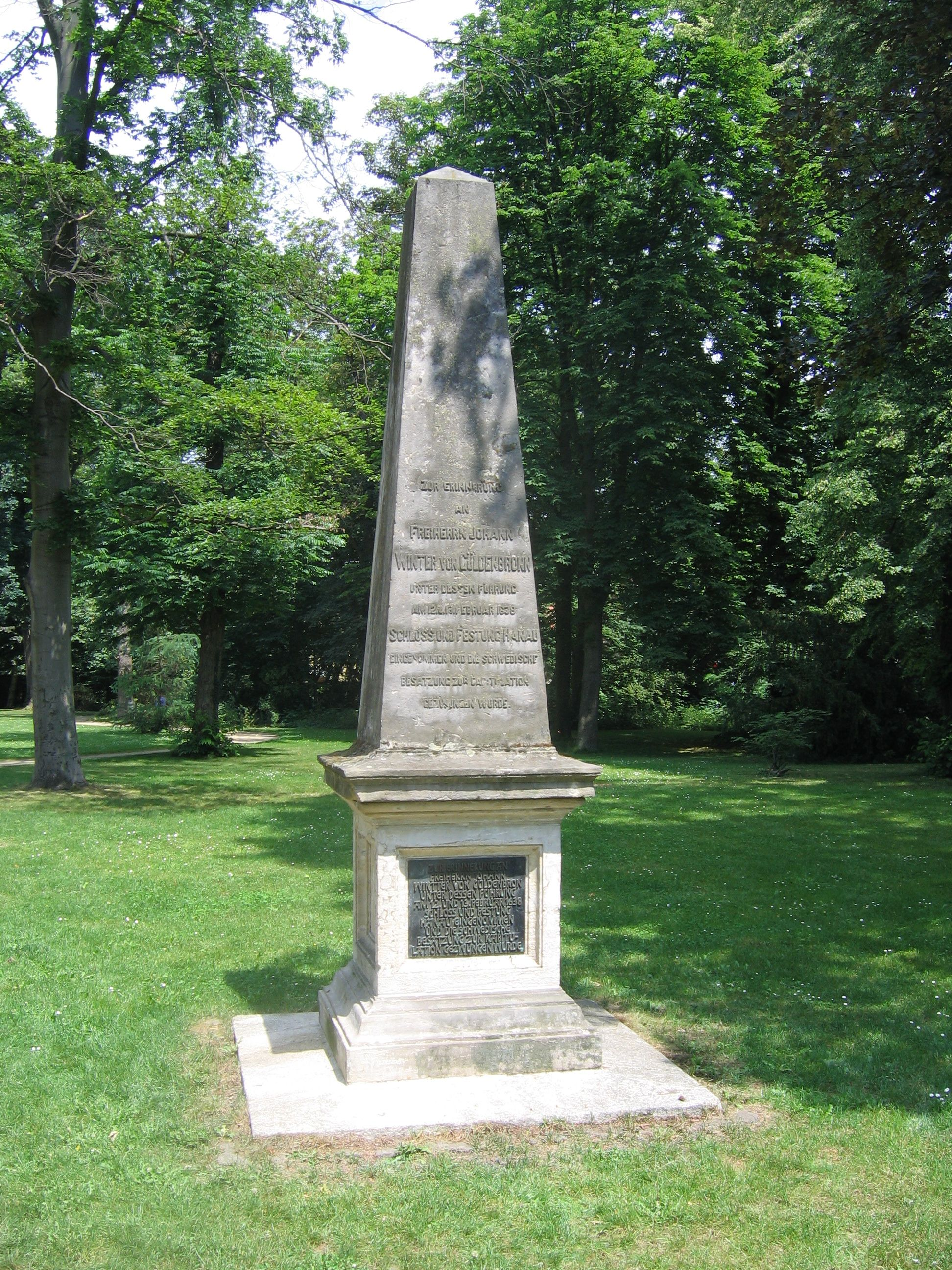
Denkmal für Johann Winter von Güldenborn

Der Schlossgarten in Hanau ist ein innerstädtischer Park. Er wurde von 1760 bis 1764 als Gartenanlage des Hanauer Stadtschlosses angelegt und ab 1824 neu gestaltet.

## Geschichte

### 18. und 19. Jahrhundert
Der Schlossgarten wurde 1766 von Landgräfin Maria von Hessen-Kassel (1723–1772), Regentin der Grafschaft Hanau-Münzenberg von 1760 bis 1764, angelegt. Sie griff dabei auf Erfahrungen aus ihrer Heimat, England, zurück und ließ um den ältesten Teil des Hanauer Stadtschlosses, die mittelalterliche und frühneuzeitliche Burg, ein englisches Boskett anlegen. Der Hanauer Schlossgarten war somit einer der ersten englischen Landschaftsgärten auf dem europäischen Festland. Nach dem Tod der Landgräfin Maria ließ ihr Sohn, Erbprinz Wilhelm von Hessen-Kassel, 1772 den Schlossgarten erweitern. Dazu wurde das Gelände der Schlossbastionen nördlich und östlich des Schlosses umgestaltet.
Der heute durch den Schlossgarten geleitete Kinzigarm steht nicht in direkter Verbindung mit dem ehemaligen Burggraben, dürfte vielmehr im Rahmen einer Umgestaltung des Parks entstanden sein. Einzig der Zulauf in Nähe zur heutigen Nordstraße ist auch schon auf älteren Plänen erkennbar, da er vor dem Wehr der Herrenmühle vom Fluss abzweigt. Der Ablauf erfolgt heute in Rohren unter dem Heinrich-Fischer-Bad im Nordwesten, wo er zurück in die Kinzig geleitet wird. An der Ecke Heinrich-Bott-Straße / Eugen-Kaiser-Straße ist noch das Geländer einer Brücke erkennbar, wo der ehemalige Schlossgraben in den Graben der Stadtbefestigung Hanau überging.
Unter Kurfürst Wilhelm II. (1777–1847) wurde der Schlossgarten ab 1824 völlig neu gestaltet. Er wurde vergrößert, ein Teich angelegt und – wie in Wilhelmsbad – ein Schneckenberg aufgeschüttet. Die Planung dazu verfasste Wilhelm Hentze, Chef der Hofgärten des Kurfürsten. Die Planung wurde anschließend auf Wunsch Wilhelms II. von Louis Meinicke nochmals überarbeitet. Nach dem Abriss der mittelalterlichen Wasserburg 1829 wurde der Schlossgarten nach Plänen von Louis Meinicke nochmals umgestaltet. Die heutige Gestalt des Schlossgartens geht im Wesentlichen auf diese beiden Landschaftsgärtner zurück.

### 20. Jahrhundert
Nach dem Zweiten Weltkrieg wurde das bombengeschädigte Stadtschloss abgerissen und die Fläche dem Park zugeschlagen. Andererseits wurden Teilflächen des Parkes bebaut: Ab den 1950er Jahren durch die Karl-Rehbein-Schule, in den 1960er Jahren durch das Bürgerhaus Hanau und 2001 bis 2003 durch ein Kongresszentrum.
Der Park war ein wesentlicher Bestandteil der Hessischen Landesgartenschau 2002.
Im Schlossgarten steht heute das dorthin translozierte Denkmal des Johann Winter von Güldenborn. 2014 wurde im Bereich des zentralen Teichs die Bronzeplastik Die sechs Schwäne und ihre Schwester von Albrecht Glenz aufgestellt.

## Pflanzenbestand
Der Park weist einen reichhaltigen alten Baumbestand auf, darunter mehrere Naturdenkmäler, unter anderem eine Pyramideneiche, Esche, Sumpfzypresse, Urweltmammutbaum und Österreichische Schwarzkiefer.